# 登內里區
登內里區是聖盧西亞的10個區之一，位於該國東部，北鄰格羅艾勒特區，東毗大西洋，南臨米庫區，西接卡斯特里區，面積70平方公里，2001年人口12,773，人口密度為每平方公里182人。

## 聚居地
- 登內里
- 格朗德拉溫